# Jacques Trémoulet

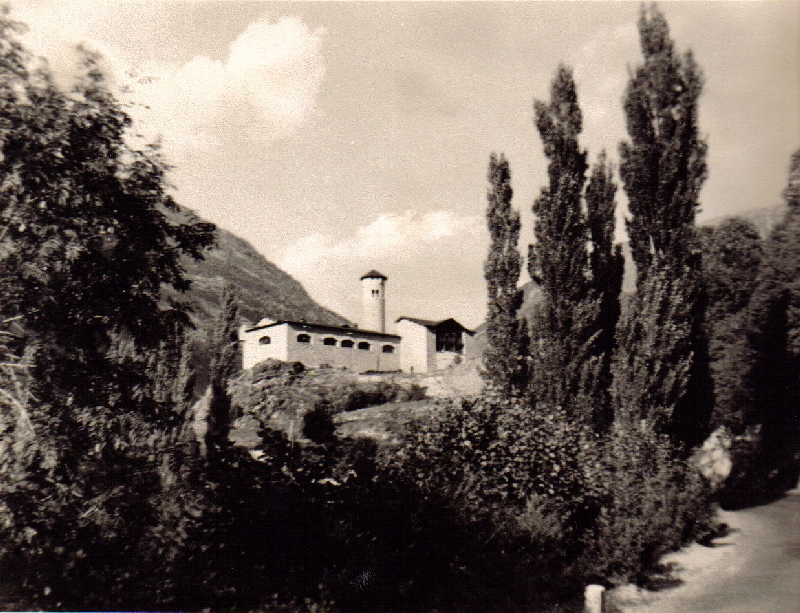
L’émetteur de Radio Andorre à Encamp en 1961

Jacques Marie Marcel Trémoulet, né le 2 octobre 1896 à Gap (Hautes-Alpes), mort le 5 mars 1971 à Madrid (Espagne), est un journaliste et homme d’affaires français, créateur et propriétaire d’un grand nombre de stations de radio privées.

## Biographie
Jacques Trémoulet passe son enfance dans le Gers, où son père est sous-préfet. Il entreprend des études à la Faculté de Droit de Toulouse. En 1916, la mort de son père le contraint à interrompre ses études. Il entre comme journaliste à l’agence de presse parisienne Fournier et devient rapidement le directeur de son agence de Toulouse. Bon orateur, sûr de lui, il témoigne d’un sens aigu de son métier et des possibilités qu’offrent les technologies nouvelles, et en premier lieu la radio. En 1922, il songe à établir à Toulouse un émetteur de radio à partir de la station Radiola créée à Paris par la société CSF (Compagnie générale de la télégraphie sans fil), qui fabrique les récepteurs du même nom. Un commerçant toulousain, Léon Kierzkowski, vendeur de récepteurs Radiola, a eu la même idée pour favoriser ses ventes. Les deux hommes s’associent et créent une association, la Radiophonie du Midi, destinée à soutenir leur action. Trémoulet fonde un journal hebdomadaire, Le Radiogramme.
En 1925, Radio Toulouse commence ses émissions. Le statut des stations privées n’étant pas encore très bien défini sur le plan législatif, elle est tout de suite en butte aux tracasseries de l’administration des PTT, autorité de tutelle de la radiodiffusion en France, qui crée une station concurrente, Toulouse-Pyrénées. Grâce aux qualités d’organisation et à la vision de Jacques Trémoulet, Radio Toulouse devient une des stations les plus puissantes de France jusqu’à la guerre. Cependant, Trémoulet ne perd pas de vue la précarité de sa position et fait en sorte de s’en garantir en rachetant des stations existantes, et en créant des stations nouvelles en dehors des frontières françaises, ce que l’on appellera les « radios périphériques ». Une première tentative de créer Radio Luxembourg échoue en 1929. En 1926, il n’a pas pu prendre le contrôle de Radio Limoges.
En 1929, il devient vice-président de la commission interministérielle de TSF et fonde la Société générale radio-électrique, qui acquiert Radio Bordeaux Sud-Ouest. En 1932, c’est Radio Agen qui tombe dans son giron.
Il crée de nouveaux journaux et des régies publicitaires qui permettent à son groupe d’engranger des recettes tout en s’introduisant dans des marchés potentiels. Ainsi en 1934 il prend la régie publicitaire de Radio Vitus à Paris, puis il acquiert la station, qu’il rebaptise « Poste de l’Île-de-France ».
En 1935 il entame les pourparlers avec le gouvernement andorran pour créer Radio Andorre. Toutefois, la situation étant stable en France, la station ne verra le jour que plus tard.
En 1936, il crée la régie Radio Informations, qui a son siège à Paris, et qui va gérer toutes les stations de la Radiophonie du Midi, ainsi qu’un grand nombre de stations privées françaises et belges.
En 1939, Radio Andorre commence à émettre.
La Seconde Guerre mondiale commence et dès juin 1940 les stations de radios françaises s’arrêtent en zone occupée, mais continuent dans la zone libre. Radio Informations quitte Paris pour Toulouse. Jacques Trémoulet prend soin de ne pas se montrer inféodé au régime de Vichy, mais ses radios, en France, diffusent, par obligation, les informations et la propagande officielles. En 1942, il entre au conseil d’administration de la Sofira qui va lancer Radio Monte-Carlo l’année suivante. 
Il faut préciser que Radio Andorre ne diffusera aucune information ni propagande durant le conflit.
À la Libération, les radios du groupe cessent d’émettre. Jacques Trémoulet accusé de collaboration part pour l'Andorre, puis l'Espagne. Ses biens sont confisqués. En 1946, jugé par contumace, il est condamné à mort, mais l’arrêt est cassé et annulé par la Cour d’Appel.
Cependant, Trémoulet ne reste pas inactif. Après avoir essayé de recréer des régies publicitaires, via ses représentants en France, il crée en 1948 Radio Intercontinental Madrid, et prend le contrôle de Radio Séville.
En avril 1949, après un nouveau procès par contumace, il est acquitté, les témoins à charge s’étant rétractés.
Il continue de créer de nouvelles radios : Radio Maghreb (1954), Radio Africa à Tanger, Radio Atlantic en 1956, Radio Intercontinental à Madrid, Radio Antilles à Montserrat (West Indies) en 1965 (l'émetteur le plus puissant des Caraïbes),  Radio Océan à San Sebastian en 1968.
Jacques Trémoulet meurt en 1971 au moment où il allait lancer une nouvelle radio à Chypre. Il avait 74 ans. Son beau-frère, Michel Bannel, ayant été écarté par les héritiers, c'est Jean Delvigne, directeur des bureaux parisiens de Radio Andorre, qui lui succède comme président jusqu'en 1981, date à laquelle le gouvernement andorran nationalise la radiodiffusion en principauté d'Andorre et crée ensuite la Radio Nacional d'Andorra (RNA), ainsi que la télévision nationale : ATV. Gilles Marquet demeure directeur général de Radio Andorre jusqu'à la résiliation de la concession et la fermeture de la station en 1981.

## Sources
- Site Aqui Radio Andorra
- Sylvain Athiel, Conquérants des Ondes, Toulouse, Privat, 2008